# Carrière de Colligis
La carrière de Colligis est une carrière située à Colligis-Crandelain, en France.

## Localisation
La carrière est située sur le territoire de la commune de Colligis-Crandelain, dans le département de l'Aisne.

## Historique
Les carrières de Colligis ont été exploitées au moins depuis l'époque mérovingienne ; des sarcophages en pierre de Colligis se trouvent dans plusieurs sites de la région et une galerie de sarcophages inachevés était encore visible au XIXe siècle.
Creusées sous les hauteurs entre l'Ailette et l'Ardon, les galeries s'étendaient sur plusieurs kilomètres ; les ouvriers pouvaient s'y égarer et les éboulements n'y étaient pas rares. Elles servent de refuge aux paysans pendant les guerres de Religion, lors du siège de Laon par Henri IV. Pendant la campagne de France de 1814, après la prise de Soissons par les Coalisés, les habitants fuient les violences des Prussiens et des cosaques : 10 000 personnes et 7 000 à 8 000 animaux s'y abritent dans l'obscurité et les alarmes pendant 35 jours.
Le monument est inscrit au titre des monuments historiques en 2000.